# Plato (Colòmbia)
|  | No s'ha de confondre amb Plató. |

Plato és una ciutat al nord de Colòmbia capital del municipi homònim que pertany al departament de Magdalena i capital de la Subregió central o Chimila, al marge oriental del riu Magdalena. Amb 44.307 habitants (2015) és un dels principals municipis del departament per la seva grandària, població i dinamisme. Plato posseeix una privilegiada posició geogràfica: A la riba del riu Magdalena, a la capçalera dreta del pont Antonio Escobar Camargo que uneix Plato amb Zambrano, que uneix els departaments de Magdalena i Bolívar. Pel seu territori passa la carretera Transversal del Carib o Via dels Contenidors que actualment es troben construint una doble calçada en el projecte Ruta del Sol sector 3, a més posseeix el segon més important complex fangós del país.